# VR-Yhtymä Oy
Pour les articles homonymes, voir VR.
VR-Yhtymä Oy (en finnois : VR-Yhtymä), dit aussi VR, est le groupe des chemins de fer de l'État finlandais, constitué en société publique par actions (osakeyhtiö). Jusqu'en 1995, la VR s'appelait Valtionrautatiet. La VR est, hormis quelques voies de musée mineures, la seule compagnie de chemin de fer en Finlande.
Connue autrefois comme Suomen valtion rautatiet (« Chemins de fer de l'État finlandais ») jusqu'en 1922 puis comme Valtionrautatiet / Statsjärnvägarna jusqu'en 1995.

## Histoire

### Des débuts au monopole
La première ligne ferroviaire de ce qui est alors Grand-duché de Finlande ouvre en 1862 entre Helsinki et Hämeenlinna. Dans les décennies suivantes, on construit plusieurs lignes principales et des chemins de fer privés plus petits. La VR est principalement active sur des lignes principales à forte demande. 
Au cours du XXe siècle, la plupart des sociétés ferroviaires privées ont été fermées et VR a assumé le monopole du transport ferroviaire. En 1995, l'entreprise a été privatisée en VR Group.
Depuis 2010, la maintenance et la construction du réseau ferroviaire sont sous la responsabilité de l'agence des infrastructures de transport de Finlande.

### Sortie du monopole
En 2013, le ministère des Transports finlandais a renouvelé le droit exclusif de VR sur les liaisons longue distance, permettant à la compagnie d'être en situation de monopole dans ce domaine jusqu'en 2019.
VR Group détient une position de monopole sur le trafic voyageurs. Ce monopole expirera en 2024. L'appel d'offres pour les services ferroviaires de voyageurs en Finlande sera lancé en 2020 pour les services ferroviaires régionaux du sud de la Finlande. L'objectif est d'ouvrir à la concurrence l'ensemble du trafic ferroviaire de voyageurs en Finlande pour 2026.
La disparition du monopole de VR Group ne nécessite pas de modifications législatives ou budgétaires. Les régions et les municipalités sont également invitées à s'investir dans les transports afin de créer des transports régionaux.